# بياتريس بريغدن
كانت بياتريس أليس بريغدن (1888 - 1977) مصلحة اجتماعية ونسوية وسياسية كندية. اعتبرت راديكالية بالنسبة لعصرها؛ إذ كانت من الداعين إلى تنظيم النسل والمساواة الفكرية بين الرجل والمرأة والأمن الاقتصادي وغيرها من القضايا. استهلت حياتها المهنية كمصلحة اجتماعية تحت التوجيهات التي نادت بها الحركة الإنجيلية الاجتماعية المرتبطة بالكنيسة الميثودية، ولكن ازداد الطابع اليساري الراديكالي الذي اصطبغت به آرائها حين اتضح لها أن الكنيسة لم تكن داعمة للإصلاحات الاجتماعية والاقتصادية، وجاء ذلك على خلفية عملها مع المهاجرين والعمال. كانت واحدة من أولى الأعضاء المنتسبين لكنيسة براندون العمالية. كذلك يرجع إليها الفضل في تأسيس مكتب الخطباء التابع للمنتدى الشعبي والمؤتمر الاجتماعي والاقتصادي النسائي العمالي. كان المؤتمر قد دمج مع اتحاد الكومنولث التعاوني (فرع مقاطعة مانيتوبا). باءت محاولاتها العديدة للفوز بمقعد في مجلس مانيتوبا التشريعي بالفشل، وذلك رغم كونها واحدة من مؤسسي اتحاد الكومنولث التعاوني. كذلك كانت بريغدن واحدة من مؤسسي مراكز صداقة الشعوب الهندية-الميتي، وذلك فضلًا عن البرامج النسائية العديدة التي طرحتها.
كتبت أليسون كامبل وهي كاتبة سيرتها الذاتية: «لقد كان كفيلًا أن يكون المرء طموحًا وعازبًا عن عمد ومصممًا على إعالة نفسه وألا يتهاود عن الإجهار بآرائه حتى يوصم بالراديكالي بمقاييس الزمان الذي عاشت فيه». لم يكن الإصلاح الاجتماعي عملًا جانبيًا قامت به إلى جانب واجباتها الزوجية؛ بل كان عملًا امتهنته.

## السيرة الشخصية
ولدت بياتريس أليس بريغدن في بلدة هاستينغز بمقاطعة أونتاريو الكندية في يوم 30 يناير عام 1888. كان والدها يدعى ويليام بريغدن، في حين كانت والدتها تدعى سارة جين وود. انتقلت عائلتها إلى إحدى المزارع التي كانت تبعد نحو 20 ميلًا شمالي بلدة ديلورين الواقعة في مقاطعة مانيتوبا حين كان يبلغ عمرها عامًا واحدًا فقط. باشرت بريغدن تعليمها في كلية ألبرت الواقعة بمدينة بيلفيل في مقاطعة أونتاريو في عام 1908، وتخصصت بدراسة الفنون والتعبير الصوتي. انتقلت بعدها إلى جامعة براندون بعد مرور عام واحد، وحازت على دبلوم من قسم التعبير والثقافة البدنية نظرًا لبراعتها في إلقاء الخطب العامة في عام 1910. باشرت دراسة الموسيقى في المعهد الملكي للموسيقى بمدينة تورونتو خلال العام التالي. اشتمل التأهيل الطلابي الذي خضعت إليه في تورونتو على زيارة المصانع والمستشفيات المحلية. رمت هذه الزيارات إلى تقديم «ترفيه تحفيزي» للعمال والمرضى. بيد أن ذلك فتح بصيرة بريغدن على الظلم وأوقظ ضميرها الاجتماعي. إذ رأت بأم عينيها الظروف غير الصحية وظروف العمل الشاقة المقاربة للعبودية التي قاستها الطبقات العاملة. تخرجت بريغدن من المعهد بشهادة في علم النفس والتعبير الصوتي في عام 1912. انتقلت عائلتها إلى براندون خلال السنة التي درست فيها هناك، ومكثت في تلك البلدة حتى ثلاثينيات القرن العشرين.
انتمت والدة بريغدن إلى جمعية الأصدقاء الدينية (الكويكرز)، ولوحظ تأثيرها بشدة على تطور أفكار بريغدن حيال المشاركة السياسية والحركة السلامية والمساواة الجنسية. بيد أن الأثر الاقتصادي الملموس كان منوطًا بعضوية والدها في الكنيسة الميثودية. التحقت بريغدن بعدة منظمات ومن بينها الجمعية التبشيرية النسائية وعصبة إبوورث وجوقة الكنيسة ومنظمة الاعتدال والفرسان الملكيين. كانت غايتها من تولي مناصب قيادية في هذه المنظمات هو اكتساب مهارات وتعلم مجالي الإدارة والقيادة. تشربت هذه المنظمات التعاليم التي نادت بها الحركة الإنجيلية الاجتماعية، وقدمت مبررات دينية لمعالجة المخاوف الاجتماعية وتوطيد الأسس الأخلاقية، والتي كان من شأنها تعزيز الأوضاع الاقتصادية والاجتماعية. بادرت بريغدن في خضم هذا الجو إلى التفاوض مع الكنيسة الميثودية من أجل تعليم مبدأ النزاهة الاجتماعية في عام 1913.